# Исландская хоккейная лига 2004/2005
В 2004—2005 годах прошел 14-й сезон Исландской хоккейной лиги.

## Регулярный сезон
|    | Клуб      | И  | В  | Н | П  | Голы    | Очки |
| -- | --------- | -- | -- | - | -- | ------- | ---- |
| 1. | Рейкьявик | 18 | 13 | 1 | 4  | 137:071 | 27   |
| 2. | Акюрейри  | 18 | 11 | 2 | 5  | 129:107 | 24   |
| 3. | Бьёрнин   | 18 | 5  | 1 | 12 | 090:119 | 11   |
| 4. | Нарфи     | 18 | 4  | 2 | 12 | 078:137 | 10   |

И = Игры, В = Выигрыш, Н = Ничья, П = Поражение, ВО = Выигрыш в овертайме, ПО = Поражение в овертайме

## Финал
Матчи прошли 20, 25, 27 и 29 апреля 2005:
- Рейкьявик - Акюрейри 1:3  (9:6, 2:6, 3:5, 1:7)

## Статистика и рекорды
- Было сыграно 40 матчей, в которых забито 473 гола (11,83 за игру).
- Крупнейшая победа: (20.01.2005) «Акюрейри» - «Рейкьявик» 3-16
- Самый результативный матч: (02.10.2004) «Акюрейри» - «Нарфи» 14-9
- Самый нерезультативный матч: (27.10.2004) «Рейкьявик» - «Бьёрнин» 4-1